# D. M. Thomas
Donald Michael Thomas, noto come D. M. Thomas (Redruth, 27 gennaio 1935 – Truro, 26 marzo 2023), è stato uno scrittore e poeta britannico.

## Biografia
Nato a Redruth il 27 gennaio 1935, ha trascorso l'infanzia in Australia.
Dopo aver prestato servizio nel British Army, ha conseguito un B.A. e un M.A. all'Università di Oxford.
Nel 1968 ha pubblicato la sua prima raccolta di liriche, Two Voices, mentre il suo primo romanzo, Orpheus in Hell, è stato pubblicato nel 1977.
Traduttore dal russo, è principalmente noto per i suoi romanzi ascrivibili al realismo magico tra i quali spicca L'albergo bianco, bestseller internazionale finalista al Booker Prize.
Tra i riconoscimenti ottenuti si segnala un Cholmondeley Award per la poesia nel 1978 e un Orwell Prize nel 1998 per la biografia di Aleksandr Isaevič Solženicyn. 

## Opere

### Narrativa
- Orpheus in Hell (1977)
- The Flute Player (1979)
- Birthstone (1980)
- L'albergo bianco (The White Hotel, 1981), Milano, Frassinelli, 1983 traduzione di Marco Amante ISBN 88-200-0254-X.
- Ararat (1983), Milano, Frassinelli, 1984 traduzione di Marco Amante ISBN 88-7684-000-1.
- La rondine (Swallow, 1984), Milano, Frassinelli, 1985 traduzione di Maria Giulia Castagnone ISBN 88-7684-037-0.
- Sfinge (Sphinx, 1986), Milano, Frassinelli, 1987 traduzione di Giuseppe Natale ISBN 88-7684-092-3.
- Summit (1987), Milano, Frassinelli, 1989 traduzione di Giuseppe Natale ISBN 88-7684-122-9.
- Lying Together (1990)
- Flying in to Love (1992)
- Pictures at an Exhibition (1993)
- Eating Pavlova (1994)
- Lady with a Laptop (1996)
- Memories and Hallucinations (1998)
- Charlotte: l'ultimo viaggio di Jane Eyre (Charlotte, 2000), Milano, Baldini & Castoldi, 2001 traduzione di Marina Premoli ISBN 88-8089-994-5.
- Hunters in the Snow (2014)

### Poesia
- Two Voices (1968)
- The Granite Kingdom (1970)
- Logan Stone (1971)
- The Shaft (1973)
- Love and Other Deaths (1975)
- The Honeymoon Voyage (1978)
- Protest (1980)
- Dreaming in Bronze (1981)
- The Puberty Tree (1992)
- Flight and Smoke (2010)
- Two Countries (2011)
- Vintage Ghosts (2012)
- Mrs English and other women (2014)
- Corona Man: A Fictional Verse Journal in the Plague Year (2020)
- The Last Waltz: Poems (2021)
- A Child of Love and War: Verse Memoir (2021)

### Saggistica
- Alexander Solzhenitsyn: A Century in His Life (1998)
- Bleak Hotel: The Hollywood Saga of the White Hotel (2008)

### Teatro
- Hell Fire Corner (2004)

## Premi e riconoscimenti
Cholmondeley Award
- 1978

Booker Prize
- 1981 finalista nella categoria "Miglior Romanzo" con L'albergo bianco

Premio World Fantasy
- 1982 finalista nella categoria "Miglior Romanzo" con L'albergo bianco

Orwell Prize
- 1998 vincitore nella categoria "Libri misti" con Alexander Solzhenitsyn: A Century in His Life